# Buran 2.02
Buran 2.02 è il quarto spazioplano del Programma Buran.
Nel 1993, quando il programma dello shuttle sovietico venne fermato, 2.02 era nella fase iniziale della costruzione (10/20%) e fu in parte smantellato presso il sito di costruzione di Tushino.
Alcune delle piastrelle della copertura termica del Buran 2.02 vennero vendute all'asta su Internet.